# 1712
1712 (MDCCXII) a fost un an bisect al calendarului gregorian, care a început într-o zi de joi.

## Nașteri
- 24 ianuarie: Frederic al II-lea al Prusiei, rege al Prusiei (1740-1786), (d. 1786)
- 28 iunie: Jean-Jacques Rousseau, filosof francez de origine elvețiană, scriitor, compozitor, pedagog, autor dramatic (d. 1778)

## Decese
- 11 iunie: Louis Joseph de Bourbon, duce de Vendôme, 58 ani, mareșal al Franței (n. 1654)